# Johann Heinrich Gelzer
Johann Heinrich Gelzer, född 17 oktober 1813 i Schaffhausen, död 15 augusti 1889 i Mitwald vid Basel, var en schweizisk historiker och publicist.
Gelzer blev 1844 professor i historia vid Berlins universitet, avsade sig professuren 1850 och bosatte sig 1853 i Basel, där han till 1870 redigerade "Protestantische Monatsblätter für innere Zeitgeschichte". 
Gelzer var från 1859 förtrogen rådgivare till storhertig Fredrik I av Baden och samverkade med denne för Tysklands enande under Preussens ledning. Han författade åtskilliga historiska arbeten, av vilka de flesta behandlar ämnen ur Schweiz historia, till exempel Die drei letzten Jahrhunderte der Schweizergeschichte (två band, 1838-39) och Die zwei ersten Jahrhunderte der Schweizergeschichte (1840).
Johann Henrich Gelzer var far till historikern Heinrich Gelzer.